# Corea del Sur en los Juegos Olímpicos de México 1968
Corea del Sur estuvo representada en los Juegos Olímpicos de México 1968 por un total de 54 deportistas, 41 hombres y 13 mujeres, que compitieron en 11 deportes.

## Medallistas
El equipo olímpico surcoreano obtuvo las siguientes medallas:
| Nombre          | Deporte | Competición |
| --------------- | ------- | ----------- |
| Oro             |         |             |
| —               |         |             |
| Plata           |         |             |
| Jee Yong-Ju     | Boxeo   | 48 kg M     |
| Bronce          |         |             |
| Chang Kyou-Chul | Boxeo   | 54 kg M     |